# Xian de Yanshan (Jiangxi)
Pour les articles homonymes, voir Yanshan.
Le xian de Yanshan (铅山县 ; pinyin : Yánshān Xiàn) est un district administratif de la province du Jiangxi en Chine. Il est placé sous la juridiction de la ville-préfecture de Shangrao.

## Démographie
La population du district était de 399 389 habitants en 1999.